# Porno (romanzo)
Porno è un romanzo scritto nel 2002 dallo scrittore scozzese Irvine Welsh, seguito di Trainspotting del 1993. Dal romanzo è stato liberamente tratto il film T2 Trainspotting del 2017.

## Trama
Il romanzo riprende i personaggi del fortunato predecessore Trainspotting dieci anni dopo.
Mark Renton, dopo la fuga con il denaro ricavato dalla vendita di eroina con cui si chiude Trainspotting, risiede ad Amsterdam dov'è tra i titolari di un locale notturno e convive, senza molto entusiasmo, con una ragazza tedesca.
Spud è sempre alla prese con problemi di eroina ma si mostra più motivato del passato ad uscirne per dare stabilità al suo legame con Allison e crescere serenamente la loro bambina. È stato l'unico a cui Renton abbia fatto avere la propria quota nell'affare dell'eroina ed è riuscito a mantenere questo segreto con i vecchi compari.
Sick Boy, dopo aver vissuto a Londra, essere stato brevemente sposato con una ricca ragazza di origine ebraiche e aver avuto un figlio, è tornato a Leith dove ha rilevato il pub di un'anziana zia e ha deciso di mettersi nel business della pornografia.
Francis Begbie è in carcere per omicidio preterintenzionale ma manca poco alla sua liberazione ed ha un solo pensiero fisso: vendicarsi di Renton. Anche lui ha avuto due figli dalla compagna, da cui è ormai separato.
L'addio al celibato di Rab Birrell (già personaggio di Colla) ad Amsterdam permette a Sick Boy di individuare casualmente Renton, il quale accetta di tornare a Edimburgo, regolare i conti con il passato e mettersi con il vecchio amico nell'affare della produzione di film a luci rosse.
Le vicende dei quattro ex amici si intrecciano con quella di Nikki, studentessa di letteratura che per mantenersi lavora in una sauna che è in realtà un bordello mascherato e che diventerà una star dei film prodotti da Sick Boy al pari di Gas Terry Lawson, guascone superdotato già protagonista di Colla. 
Nikki si rivelerà poi essere coinquilina di Dianne, laureanda in psicologia che ebbe una fugace ma intensa relazione con Mark Renton quando lei era solo quattordicenne e lui un ventincinquenne eroinomane: i due non si sono mai dimenticati e il riaccendersi della passione sarà un ulteriore elemento della vicenda che, con numerosi colpi di scena, conduce a un finale sorprendente.

## Collegamenti con altre opere
Oltre ai quattro protagonisti, il libro riprende anche personaggi secondari di Trainspotting come Allison, Diane e la compagna di Begbie. 
Gas Terry Lawson e Rab Birrel erano stati invece tra i protagonisti di Colla ed entrambi compariranno anche nel successivo Godetevi la corsa, di cui Lawson sarà il personaggio centrale.
Come Trainspotting, Colla e il successivo I segreti erotici dei grandi chef il romanzo è ambientato principalmente a Leith e nei sobborghi di Edimburgo a maggioranza cattolica, caratterizzati dal tifo per l'Hibernian, a differenza che in queste altre tre opere la tematica calcistica in Porno è però del tutto marginale anche se Diane, proprio in questo libro, rivela di essere, all'opposto dei quattro protagonisti, una moderata tifosa dei rivali cittadini Heart of Midlothian

## Edizioni
- Irvine Welsh, Porno, TEA, 2005,  p. 536, ISBN 88-502-0801-4.